# Girlfriends (magazine)
Pour les articles homonymes, voir Girlfriend.
Ne doit pas être confondu avec le magazine australien pour adolescentes Girlfriend

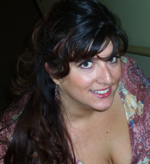
Diane Anderson-Minshall, l'une des créatrices du magazine

Girlfriends était un magazine féminin qui proposait des articles culturels, de divertissements et d'évènements mondiaux d'un point de vue lesbien. Il offrait également des conseils de santé, de voyage...
Il a été fondé par Jacob Anderson-Minshall, Diane Anderson-Minshall et Heather Findlay. 
Ce mensuel était publié depuis 1993 à San Francisco en Californie, et distribué à l'échelle nationale par Disticor. 
Il avait le même éditeur que le magazine érotique lesbien On Our Backs, mais prenait ses distances avec son homologue pornographique en refusant de publier des annonces à caractères sexuels. 
Le magazine Girlfriends n'est plus publié depuis 2006. 
L'une des principales caractéristiques du magazine était sa liste annuelle des meilleures villes pour vivre en tant que lesbienne.